# Taj Burrow
Taj Burrow (Busselton, 2 giugno 1978) è un surfista australiano.Nel 2011 compete per il 14º anno consecutivo nel campionato professionistico ASP World Tour.

## Biografia
Nato a Busselton, nella costa ovest dell'Australia, da genitori statunitensi inizia a surfare all'età di 7 anni. Nel 1998 si qualifica nel massimo campionato di surf mondiale all'età di 18 anni, diventando il più giovane atleta a partecipare al ASP World Tour. Nel suo primo anno Burrow diventa esordiente dell'anno nel campionato, finendo in dodicesima posizione nella classifica generale. Un anno dopo conquista la seconda posizione assoluta.
Nel 2009 Burrow sconfigge Kelly Slater nella finale del Billabong Pipeline Masters nel famoso spot del Banzai Pipeline nella costa di Oahu, nello stesso anno conclude quarto nella classifica generale del campionato mondiale.